# Hongaarse keuken
De Hongaarse keuken is de kookkunst die karakteristiek is voor Hongarije, of beter gezegd voor de Magyaren die verspreid wonen over Hongarije en omliggende landen en streken, zoals Slowakije en Transsylvanië (sinds 1918 onderdeel van Roemenië). Traditioneel Hongaarse gerechten zijn vaak vleesgerechten met seizoengroenten zoals koolsoorten, pastinaak, aardappels, bonen, erwten en asperges. Bepaalde fruitsoorten, vers brood, kazen en honing zijn eveneens belangrijk, en gevogelte als gans en eend. De Hongaarse keuken heeft zich mede door Turkse en Oostenrijkse invloeden van een typische boerenkeuken tot een smaakvolle, gevarieerde kookwijze ontwikkeld. 

## Wat men eet
De nationale kookkunst leeft sterk in Hongarije. Ook is er veel rivaliteit tussen regionale varianten van hetzelfde gerecht. Een voorbeeld is de Hongaarse hete halászlé of 'vissoep', die een verschillende bereiding heeft aan de oevers van de twee grote Hongaarse rivieren, de Donau en de  Tisza. 
In Hongarije worden veel soepen gemaakt, deegwaren, pannenkoeken (palacsinta), nagerechten en gebak, zoals dominocakes.
Belangrijk zijn de verschillende soorten groentenstoofpotten, die főzelék genoemd worden, maar ook de koude fruitsoepen, zoals koude kersensoep. Vleesstoofpotten, ovenschotels, biefstuk, geroosterd varkensvlees, rundvlees, gevogelte, lamsvlees op verschillende manieren bereid en Hongaarse worsten, zoals kolbász, de Debrecener worsten en wintersalami. Verder zijn mengsels van verschillende vleessoorten een traditioneel onderdeel van de Hongaarse keuken. Goulash, gefileerde pepers, gefileerde wortels of fatányéros (Hongaarse mixed grill op een houten plateau) kan gecombineerd worden met varkensvlees en rundvlees. In heel exclusieve gerechten worden diverse fruitsoorten zoals pruimen en abrikozen meegekookt met het vlees, meestal gecombineerd met risotto, noedels en aardappelen. In de Hongaarse keuken worden ook verschillende soorten kaas geserveerd, zoals túró (een verse kwarkkaas), Trappista, Pálpusztai en Liptauer. Ook wordt er vis gegeten, zoals forel, snoekbaars, zalm, riviertong en karper.

## Kruiden
Hongaars eten is vaak sterk gekruid, door veelvuldig gebruik van Spaanse peper. Milde paprika wordt ook veel gebruikt. De combinatie van paprika’s en rode uien is een typisch onderdeel van de Hongaarse keuken, net als de dikke zure room die tejföl genoemd wordt.

## Gerechten

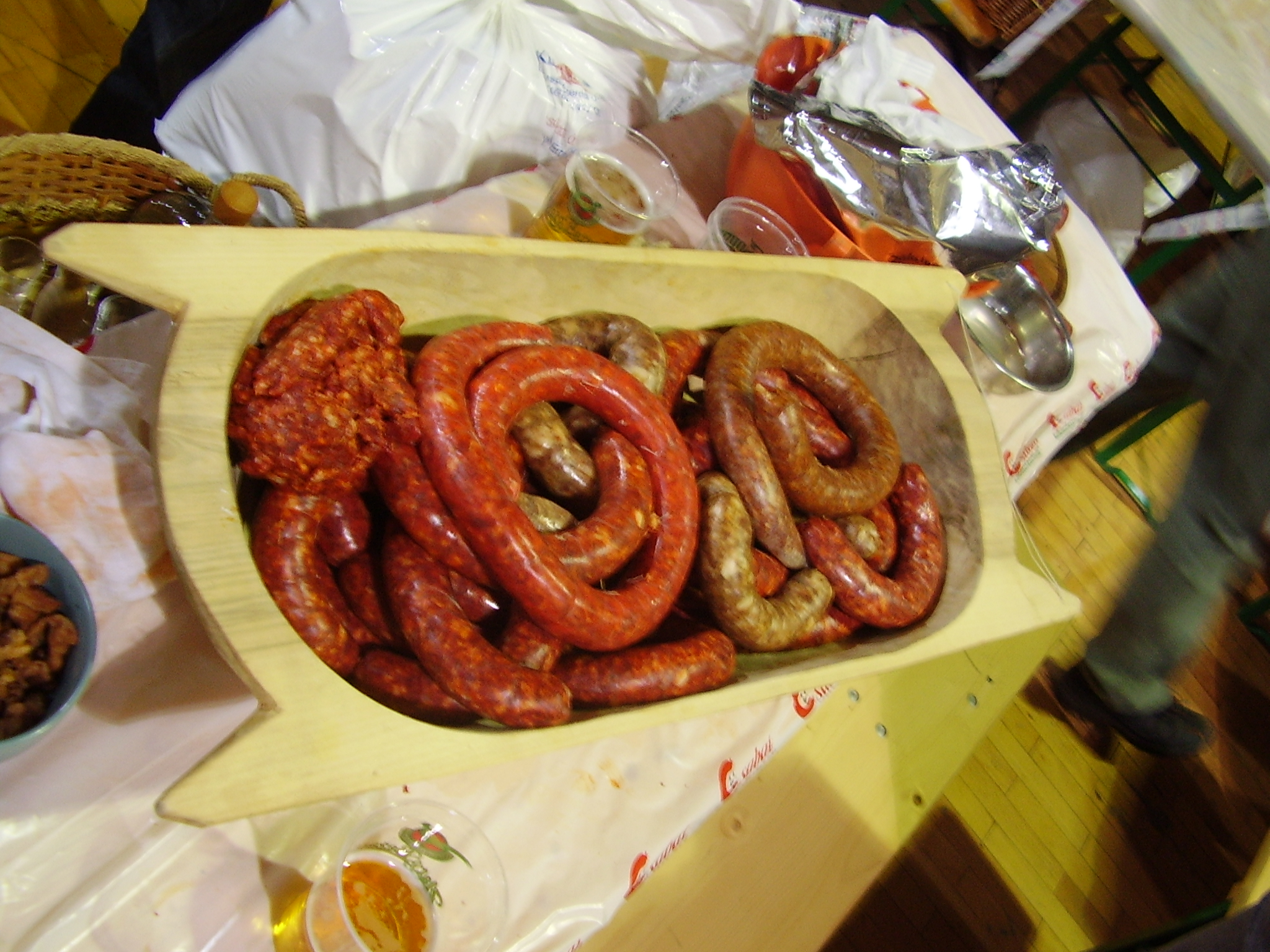
Verscheidene Hongaarse worsten op het Csaba-Worstfestival in Békéscsaba

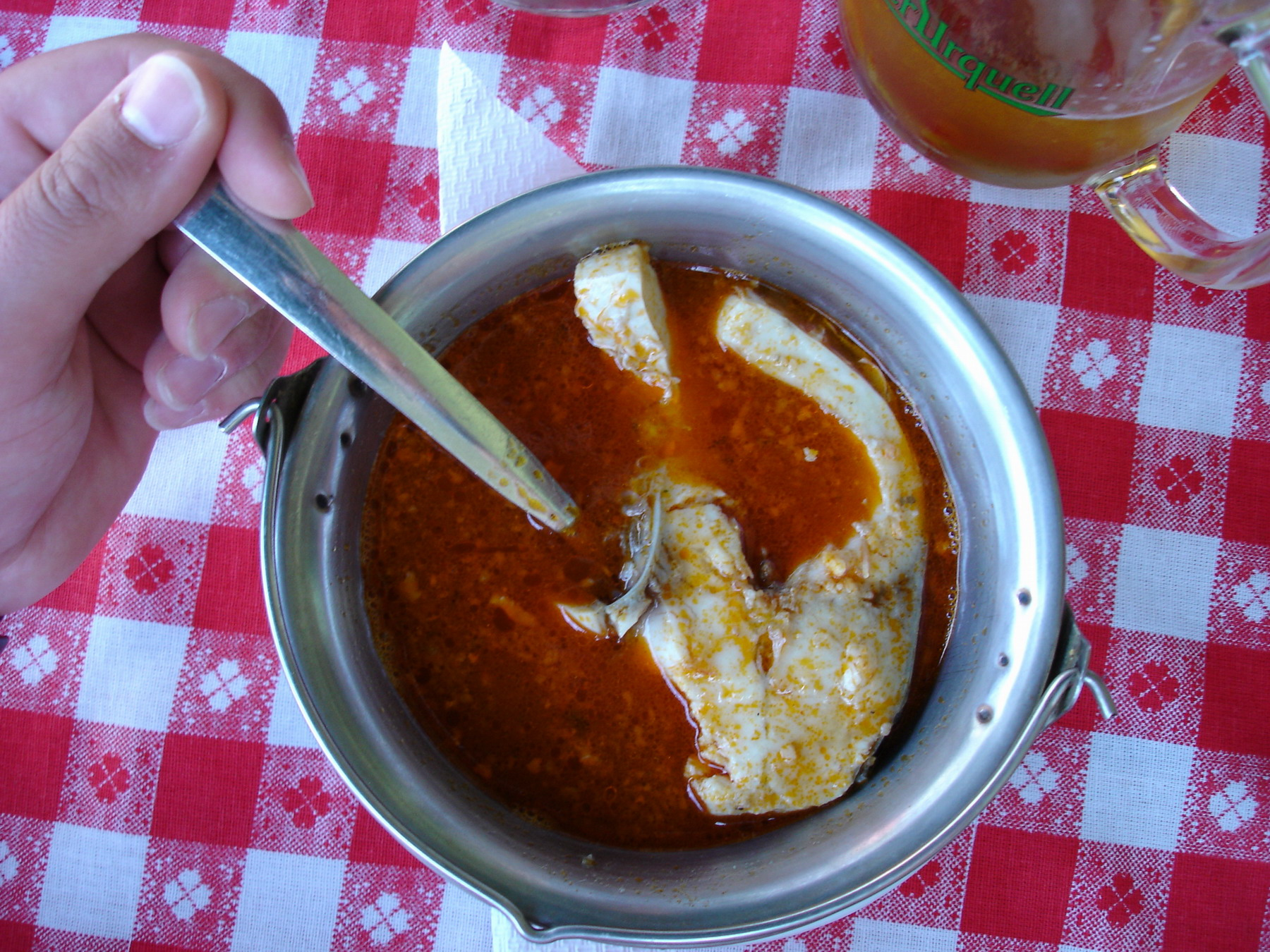
Halászlé

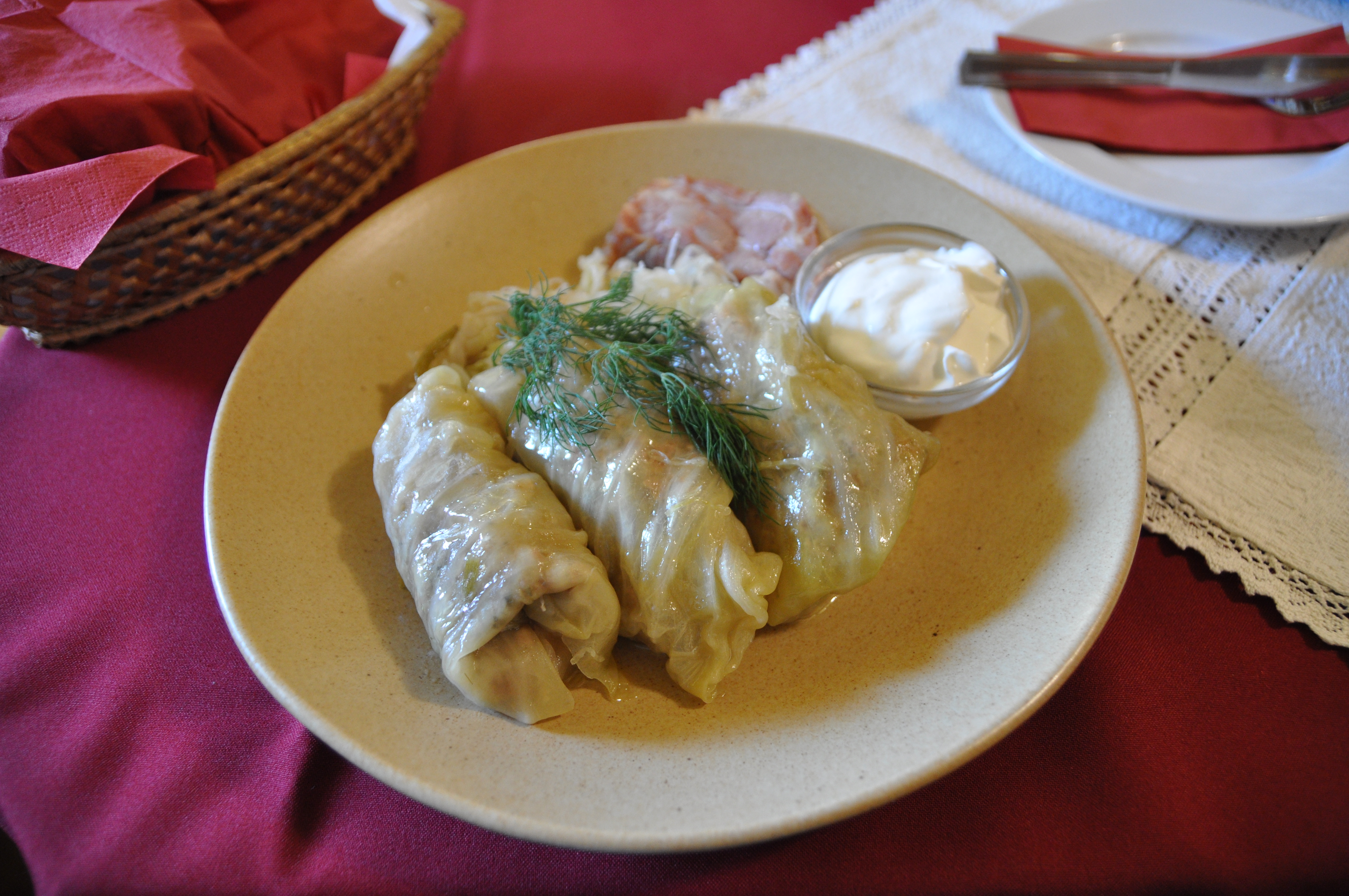
Gevulde kool (töltött káposzta), geserveerd met dille, zure room en sonka (ham). Töltött káposzta wordt veelal ook opgediend in een tomatensaus met zuurkool en kolbász

### Hoofdgerechten
- csirkepaprikás, een stoofschotel met kip met veel zoete paprikapoeder, room of sour cream, wordt ook paprikakip of chicken paprikash genoemd
- fatányéros, op houten schotel opgediende vleesmaaltijd
- főzelék, groenten
- kolbász en hurka, vlees- en bloedworstsoorten
- kürtőskalács, zoete snack, "schoorsteen-gebak"
- lángos, deeggerecht (gefrituurd of uit de oven) belegd met kaas, knoflook olie en/of tejföl (Hongaarse zure room)
- lecsó, gekookte paprika, eventueel met deegwaren, ei, vlees
- pilav, vooral in Transsylvanië
- pörkölt, eenpansgerecht met vlees en/of worst, paprika, knoflook en uien
- slambuc, eenpansgerecht met vet, spek, aardappelen en pasta
- savanyú káposzta, zuurkool
- székely káposzta, vergelijk pörkölt, maar met zuurkool
- töltött káposzta, gevulde kool
- töltött paprika, gevulde paprika
- töltött tojás, gevulde eieren

### Soepen
- goulash, gulyásleves
- vissoep, halászlé
- vleessoep, húsleves
- koude morellensoep, hideg meggyleves
- wijnsoep, borleves

### Nagerechten
- dobostorta
- Linzer torta
- palacsinta, flensjes met zoete of hartige vullingen
- Rigó Jancsi
- Somlói galuska

### Kruiden en andere ingrediënten
- amandel, mandula
- anijs, ánizs
- azijn, ecet
- basilicum, bazsalikom
- citroensap en -pitten, citromlé
- dille, kapor
- dragon, tárkony
- gemberwortel, gyömbér
- knoflook, fokhagyma
- koriander
- kummel, fűszerkömény
- laurierblad, babérlevél
- majoraan of marjolein, majoranna
- mosterd, mustár
- nootmuskaat, szerecsendió
- paprika, vers of gedroogd als poeder, zoet of scherp
- rozemarijn, rozmaring
- saffraan, sáfrány
- tijm, kakukkfű
- uien, hagyma
- vanillestokjes, vanília

## Dranken

### Witte wijnen
- Cserszegi fűszeres
- Chardonnay
- Hárslevelű
- Irsai Olivér
- Juhfark
- Királyleányka
- Olaszrizling
- szürkebarát
- Rizlingszilváni
- Sauvignon Blanc
- tokaji aszú

### Rode wijnen
- Blauburger
- bikavér (Egri Bikavér, Szekszárdi Bikavér)
- Cabernet Franc
- Cabernet Sauvignon
- Kadarka
- Kékfrankos
- Kéknyelű
- Portugieser
- Zweigelt

### Rosé
Rosé worden gemaakt van de hierboven genoemde blauwe druiven. De 'siller' (Schiller) iets donkerder, doordat deze voor het persen iets langer op de druivenschil is bewaard.

### Mousserende wijn
- pezsgő

### Sterke drank
- kruidenbitters
- pálinka, tot 51% alcohol van vruchten zoals van kwetsen, abrikozen, verschillende druivensoorten
- Unicum (stokerij: Zwack), een kruidendrank

Soevereine staten: Albanië · Andorra · België · Bosnië en Herzegovina · Verenigd Koninkrijk (Engeland - Schotland) · Bulgarije · Denemarken · Duitsland · Estland · Finland · Frankrijk · Griekenland · Hongarije · IJsland · Ierland · Italië · Kosovo · Kroatië · Letland · Liechtenstein · Litouwen · Luxemburg · Malta · Moldavië · Monaco · Montenegro · Nederland · Noord-Macedonië · Noorwegen · Oekraïne · Oostenrijk · Polen · Portugal · Roemenië · Rusland · San Marino · Servië · Slovenië · Slowakije · Spanje · Tsjechië · Vaticaanstad · Wit-Rusland · Zweden · Zwitserland 

Afhankelijke territoria: Åland · Faeröer · Gibraltar · Guernsey · Jersey · Man · Spitsbergen